# Chi Cỏ đầu rìu
Chi Cỏ đầu rìu (danh pháp khoa học: Floscopa) là một chi thực vật thuộc họ Commelinaceae (họ Thài lài).

## Các loài
Chi này có các loài sau (tuy nhiên danh sách này có thể chưa đủ):
- Floscopa africana C.B.Clarke
- Floscopa aquatica Hua
- Floscopa axillaris C.B.Clarke
- Floscopa bambusifolia H.Lév.
- Floscopa beirensis Kuntze[2]
- Floscopa confusa
- Floscopa elegans
- Floscopa flavida
- Floscopa glabrata
- Floscopa glomerata
- Floscopa gossweileri
- Floscopa leiothyrsa
- Floscopa mannii C.B.Clarke
- Floscopa perforans
- Floscopa peruviana
- Floscopa polypleura
- Floscopa rivularioides
- Floscopa robusta
- Floscopa scandens
- Floscopa schweinfurthii
- Floscopa tanneri
- Floscopa tuberculata
- Floscopa yunnanensis